# سيلفيا روبنسون
سيلفيا روبنسون (بالإنجليزية: Sylvia Robinson)‏ هي كاتبة غنائية ومنتجة أسطوانات ومغنية أمريكية، ولدت في 6 مارس 1936 في هارلم في الولايات المتحدة، وتوفيت في 29 سبتمبر 2011 في سيكاوكوس في الولايات المتحدة بسبب قصور القلب.

## وصلات خارجية
- سيلفيا روبنسون على موقع IMDb (الإنجليزية)
- سيلفيا روبنسون على موقع الموسوعة البريطانية (الإنجليزية)
- سيلفيا روبنسون على موقع ميوزك برينز (الإنجليزية)
- سيلفيا روبنسون على موقع ميوزك برينز (الإنجليزية)
- سيلفيا روبنسون على موقع قاعدة بيانات برودواي على الإنترنت (الإنجليزية)
- سيلفيا روبنسون على موقع أول ميوزيك (الإنجليزية)
- سيلفيا روبنسون على موقع أول ميوزيك (الإنجليزية)
- سيلفيا روبنسون على موقع ديسكوغز (الإنجليزية)
- سيلفيا روبنسون على موقع ديسكوغز (الإنجليزية)
- سيلفيا روبنسون على موقع ديسكوغز (الإنجليزية)
- سيلفيا روبنسون على موقع ديسكوغز (الإنجليزية)